# Marecchia
Il Marecchia è un fiume dell'Italia settentrionale lungo circa 70 km, che dà anche il nome all'omonima valle.

## Storia
Il Marecchia è l'antico Ariminus che diede il nome a Rimini. Ad oggi il suo breve tratto di pianura e la foce sono convenzionalmente utilizzati per delimitare la fine della pianura Padana e dell'intera Italia settentrionale.

## Il bacino idrografico del Marecchia
Il bacino idrografico del Marecchia viene individuato tramite la descrizione dei bacini ad esso limitrofi.
Tali bacini sono:
- l'alto bacino del fiume Tevere che ha le sue sorgenti sulle pendici del monte Fumaiolo (1407 m s.m.);
- il bacino del fiume Foglia;
- il bacino del Metauro, e nel tratto mediano dello stesso versante i bacini minori;
- il bacino del Conca;
- il bacino del Marano;
- il bacino dell'Ausa (quest'ultimo è oggi un affluente del Marecchia; è stato fatto confluire artificialmente a S-O di Rimini);
- il bacino del Savio;
- e infine il bacino del fiume Uso per il tratto medio-basso.

Il bacino interessa i territori della Toscana (provincia di Arezzo), dell'Emilia-Romagna (provincia di Rimini), e parte della Repubblica di San Marino.

## Percorso

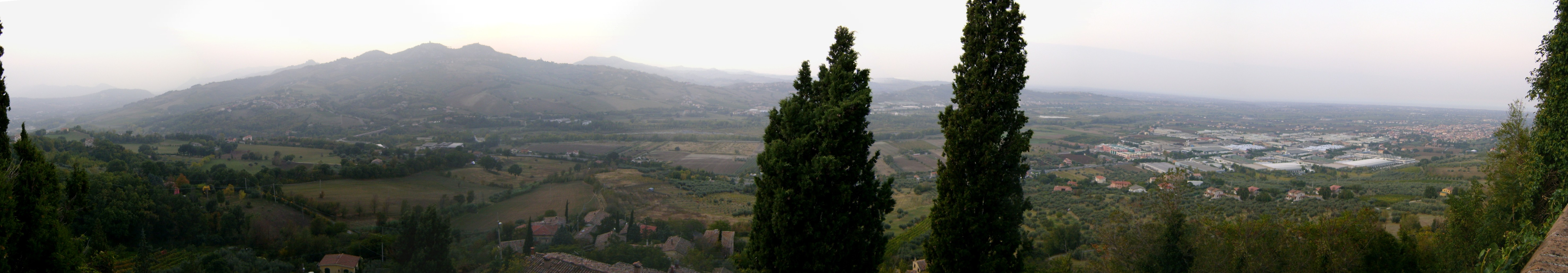
Panorama della Valmarecchia da Verucchio

Il fiume nasce nel comune di Badia Tedalda in Toscana dall'Alpe della Luna (monte Zucca 1.263 m s.m.), nei pressi della località Pratieghi sull'Appennino tosco-romagnolo.
Il suo corso di 70 km si sviluppa in Toscana ed in Romagna lungo la Valmarecchia (che prende il nome dal fiume), ricevendo l'apporto di diversi affluenti tra i quali il torrente Presale, il torrente Senatello, il rio Mavone, il torrente Mazzocco, il rio San Marino e il torrente Ausa.
Con letto ampio e ciottoloso il fiume giunge poi presso la città di Rimini dove va a sfociare nel Mar Adriatico. In passato, il tratto finale (circa due chilometri) del suo corso transitava sotto al ponte di Tiberio per poi gettarsi in mare tramite il porto canale. Tra il 1924 e il 1930, tuttavia, fu costruito un alveo artificiale («Deviatore del Marecchia») per evitare le esondazioni. A seguito di questa operazione la foce attuale è situata a nord della città, nei pressi di San Giuliano Mare e Rivabella.

## Caratteri idrologici
Pur con un modulo medio annuo presso la località di Pietracuta abbastanza elevato (di circa 11 m³/s), il Marecchia rimane più che altro un grosso torrente: le variazioni di portata infatti sono notevolissime a seconda della stagione con piene violente in autunno (anche di oltre 1.200 m³/s) e vere e proprie secche totali in estate. Tuttavia, una caratteristica geologica del fiume Marecchia è quella di avere una notevole portata d'acqua sotto il substrato del suo letto di scorrimento (si nota in particolare dalla forte differenza di portata tra la località di Ponte Verucchio e la piccola diga a 500 m dalla foce). Inoltre alcune piccole escono lontano dalla costa, dove si formano polle di acqua dolce. Di questa particolarità si avvale la città di Rimini per i suoi approvvigionamenti idrici anche in estate quando il fiume è secco.